# 113.ª Brigada Mixta (Ejército Popular de la República)
La 113.ª Brigada Mixta fue una unidad del Ejército Popular de la República que participó en la guerra civil española. Durante la mayor de la contienda estuvo desplegada en el frente del Tajo, sin intervenir en acciones de relevancia.

## Historial
La unidad fue creada en marzo de 1937 en la zona de Almagro, a partir de reclutas procedentes de la quinta de 1936. La 113.ª BM fue asignada a la 36.ª División del VII Cuerpo de Ejército, con la idea de su participación en el plan «P». La operación, sin embargo, no se llevaría a cabo y en cambio la brigada fue enviada al frente de Toledo, a comienzos de mayo, para taponar la ruptura de aquel sector debido a un ataque franquista. Durante el resto de la contienda no intervino en ninguna otra operación.
En marzo de 1939 el comandante de la brigada, el mayor de milicias Ángel Carrasco, fue destituido por las fuerzas casadistas ya que se mantuvo leal al gobierno Negrín. Unas semanas después, tras el comienzo de la ofensiva final franquista, el 27 de marzo la brigada se autodisolvió y sus fuerzas se rindieron al Cuerpo de Ejército del Maestrazgo.

## Mandos
Comandantes
- Teniente coronel de infantería Francisco Mejide Gunrea;
- Mayor de milicias Olegario Pachón Núñez;[n. 1]
- Mayor de milicias Gabriel Pareja Núñez;
- Mayor de milicias Ángel Carrasco Nolasco;

Comisarios
- Pedro Yáñez Jiménez, del PSOE;
- José Sánchez Hidalgo;

Jefes de Estado Mayor
- comandante de infantería Emilio López lbar;